# 光滨藜
光滨藜（学名：Atriplex laevis）为苋科滨藜属的植物。分布于哈萨克斯坦、土耳其以及中国大陆的新疆、内蒙古等地，生长于海拔1,000米至3,000米的地区，一般生长在湿草地，目前尚未由人工引种栽培。